# 蒙舍夫里耶
蒙舍夫里耶（法語：Montchevrier，法語發音：[mɔ̃ʃəvʁije]）是法国安德尔省的一个市镇，位于该省南部偏东，属于拉沙特尔区。

## 地理
蒙舍夫里耶（46°28'50"N, 1°44'33"E）面积34.7 平方千米，位于法国中央-卢瓦尔河谷大区安德尔省，该省份为法国中部省份，北起卢瓦-谢尔省，西北接安德尔-卢瓦尔省，西南接维埃纳省，南至克勒兹省和上维埃纳省，东临谢尔省。
与蒙舍夫里耶接壤的市镇（或旧市镇、城区）包括：梅阿讷、艾居朗德、拉比克塞雷特、克吕、奥尔塞讷。

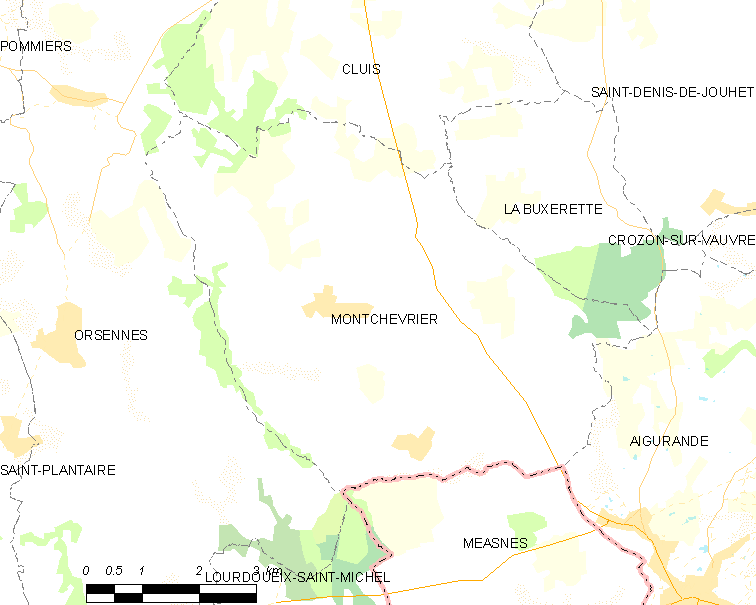
蒙舍夫里耶的OSM定位图

蒙舍夫里耶的时区为UTC+01:00、UTC+02:00（夏令时）。

## 行政
蒙舍夫里耶的邮政编码为36140，INSEE市镇编码为36126。

## 政治
蒙舍夫里耶所属的省级选区为讷维圣塞皮尔克县。

## 人口

1962-2008年间蒙舍夫里耶人口变化图示

蒙舍夫里耶于2022年1月1日时的人口数量为448人。